# 沃神星
沃神星（135 Hertha）是第135颗被人类发现的小行星，于1874年2月18日发现。沃神星的直径为79.2千米，质量为5.2×1017千克，公转周期为1382.136天。
沃神星以北歐神話的女神赫塔命名。